# Uncifera lancifolia
Uncifera lancifolia är en orkidéart som först beskrevs av George King och Robert Pantling, och fick sitt nu gällande namn av Rudolf Schlechter. Uncifera lancifolia ingår i släktet Uncifera och familjen orkidéer. Inga underarter finns listade i Catalogue of Life.